# Venteira
Venteira is een freguesia in de Portugese gemeente Amadora en telt 19 607 inwoners (2001).